# کلروبنزوئیک اسید
کلروبنزوئیک اسید ممکن است به یکی از موارد زیر اشاره داشته باشد:
- ۲-کلروبنزوئیک اسید
- ۳-کلروبنزوئیک اسید
- ۴-کلروبنزوئیک اسید